# Wolff Metternich

Het stamwapen van Wolff Metternich.

Geslachtswapen Hoge Raad van Adel (1884, 1925)

Wolff Metternich (ook: Wolff Metternich zur Gracht) is een van oorsprong Hessisch oud-adellijk geslacht waarvan leden sinds 1884 tot de Nederlandse adel behoorden. Het geslacht is in Nederland in 1956 in mannelijke lijn uitgestorven. In 2016 overleed de laatste (vrouwelijke) telg.

## Geschiedenis
De stamreeks begint met Arnold Wolff von Gudenberg, ridder en heer van Itter, wiens zoon Wilhelm Wolff von Gudenberg vermeld wordt in 1429. Zijn zoon Goddart trouwde omstreeks 1440 met Sybille von Metternich, erfdochter van Metternich.
Bij besluit van Keizer Ferdinand II van 21 januari 1637 werd Johann Adolf von Wolff Mettemich verheven tot baron des H.R.Rijks. Bij besluit van Keizer Karel VI van 17 mei 1731 werd Franz Joseph von Wolff-Metternich zur Gracht verheven tot graaf des H.R.Rijks.
Bij KB van 8 april 1884 werd Levin Max Paul Maria Hubert graaf Wolff-Mettemich (tak uitgestorven in 1972) en bij KB van 10 december 1925 werd Hermann Joseph Ferdinand Aloysius Hubertus Maria Anna graaf Wolff-Metternich ingelijfd in de Nederlandse adel met de titel van graaf en gravin voor al hun wettige nakomelingen.
De laatste van dit Nederlandse adellijke geslacht was Eugenie Maria Mechtildis Huberta Theodora Thaddeus gravin Wolff Metternich (1923-2016). Zij bewoonde tot aan haar dood kasteel Hillenraad, maar droeg het kasteel al in 2009 over aan haar zoon Thibaud.

### Adeldom overgaand in vrouwelijke lijn

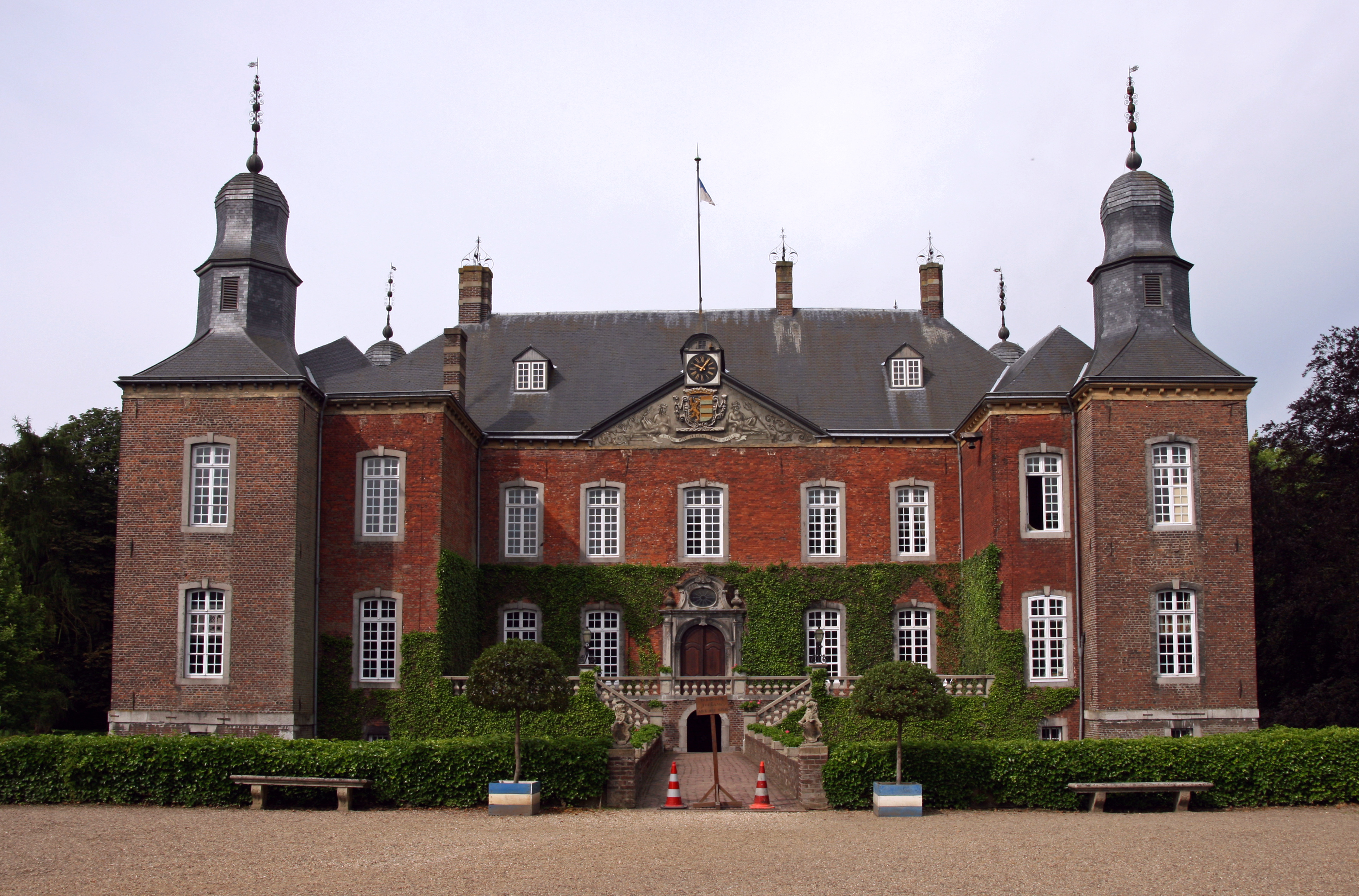
Entree Kasteel Hillenraad

Een zoon van Marion gravin Wolff Metternich heeft enkele processen aangespannen omdat hij in Nederland wilde worden ingeschreven/erkend als graaf Wolff Metternich. Het betrof hier processen die tussen 1998 en 2011 gevoerd werden rond de overgang van adeldom in vrouwelijke lijn in Nederland, volgend op de vermeend discriminatoire overwegingen dat die alleen in de mannelijke lijn overgaat, hetgeen ook een punt van discussie was bij de behandeling van de Wet op de adeldom van 1994 in de beide kamers der Staten-Generaal. De zaak werd tot aan het Europees Hof voor de Rechten van de Mens gevoerd, maar niet-ontvankelijk verklaard omdat het EHRM een Nederlandse adellijke titel beschouwt als een naam en er geen mensenrecht geschonden was. In 2011 werd de betreffende persoon veroordeeld door de arrondissementsrechtbank van Maastricht vanwege het onbevoegd voeren van de titel van "graaf" in Nederland.

## Enkele telgen
Maximiliaan Werner Anton Joseph des H.R. Rijksgraaf Wolff Metternich zur Gracht (1770-1839)
- Levin Wilhelm Anton Walburg Marie Hubert des H.R. Rijksgraaf Wolff Metternich zur Gracht, heer van Bisperode, Strauweiler, Heppingen (1811-1869)
  - Levin Max Paul Hubert Marie graaf Wolff Metternich zur Gracht (1850-1929), in 1883 genaturaliseerd tot Nederlander, vanaf 1917 opnieuw Duitser, luitenant in Pruisische dienst, kamerheer i.b.d. van koningin Wilhelmina, lid Provinciale Staten van Limburg; al zijn kinderen werden Duits onderdaan, met uitzondering van:
    - Ferdinand Julius Leo Hubert Marie graaf Wolff Metternich (1878-1953), majoor der cavalerie in Duitse dienst
- Maximilian Felix Marie Walburg Hubert Graf Wolff Metternich zur Gracht, heer van Gymnich, Nörvenich, Satzvey, Dürboslar en Vischel (1814-1871)
  - Dietrich Aloysius Josephus Karl Hubert Maria Graf Wolff Metternich zur Gracht, heer van Satzvey (1853-1923)
    - Hermann Joseph Ferdinand Aloysius Hubertus Maria Anna graaf Wolff Metternich, heer van Hillenraad, Swalmen, Asselt en Schackum (1887-1956), in 1922 genaturaliseerd tot Nederlander
      - Eugenie Maria Mechtildis Huberta Theodora Thaddeus gravin Wolff Metternich (1923-2016); trouwde in 1959 met Claude Gaston de Guerre (1910-1997), Frans generaal
        - Thibaud de Guerre (1960), eigenaar kasteel Hillenraad; trouwde in 1988 met Anastasia gravin de Marchant et d’Ansembourg (1962), lid van de Nederlandse tak van de familie De Marchant et d'Ansembourg en kleindochter van Maximilianus Victor Eugene Hubertus Josef Maria graaf de Marchant et d’Ansembourg, heer van Amstenrade en Schinveld (1894-1975)
        - Diane de Guerre (1962); trouwde in 2009 met Jean prins van Luxemburg (1957)
        - Valérie de Guerre (1963); trouwde in 1998 met Thomas graaf de Marchant et d’Ansembourg (1957), psychotherapeut en lid van de Belgische tak van de familie De Marchant et d'Ansembourg

D'Aubremé † ·
Bentinck † ·
Van den Bosch ·
De Borchgrave d'Altena ·
Van Bylandt ·
Du Chastel de la Howarderie † ·
Van Gronsfeld Diepenbrock † ·
Dumonceau ·
Van der Duyn † ·
Festetics de Tolna ·
De Ficquelmont † ·
De Geloes ·
Van der Goltz † ·
Van Heerdt † ·
Van Heiden † ·
De Hochepied ·
Van Hoensbroeck ·
Van Hogendorp · 
Von Hompesch-Rürich † · 
De Larrey † ·
Van Limburg Stirum · 
Van Lynden ·
De Marchant et d'Ansembourg ·
Van Nassau la Lecq † ·
De Norman d'Audenhove ·
Von Oberndorff ·
Van Oranje-Nassau van Amsberg · 
De Perponcher Sedlnitsky ·
Von Quadt ·
Van Randwijck ·
Von Ranzow ·
Van Rechteren ·
Van Reede † ·
Van Renesse † · 
De Riquet de Caraman ·
Schimmelpenninck ·
Zu Stolberg-Stolberg ·
Van Wassenaer † ·
Wolff Metternich † ·
Van Zuylen van Nijevelt

Geslachten die tot de adel van het Koninkrijk der Nederlanden behoren of hebben behoord. Lijst volgens opgave van de Hoge Raad van Adel. †: Geslacht uitgestorven of titel vervallen.